# Montañas Ruby
Las montañas Ruby (en inglés: Ruby Mountains) son una cordillera del Oeste de Estados Unidos, localizada en la parte noroeste del estado de Nevada, en su mayor parte en el condado de Elko con una pequeña parte en el condado de White Pine. La mayor parte de la cordillera está dentro del bosque Nacional Humboldt-Toiyabe.

## Geografía
Su punto más alto es la cumbre del Ruby Dome con 3471 m s. n. m.. Al norte se encuentran el Secret Pass y la cordillera East Humboldt, y desde allí las montañas corren en dirección S-SO unos 130 km. Al este se encuentra el Ruby Valley y al oeste los valles de Huntington y de Lamoille. Las montañas Ruby son la única cordillera conocida en América del Norte con un ave introducida, la ventisca del Himalaya.
Las montañas reciben el nombre por los "rubíes", los granates hallados en ella por los primeros exploradores. El núcleo central de la cordillera muestra extensas evidencias de glaciaciones durante la última era glacial, con valles en forma de U, morrenas, valles colgados y montañas de granito escarpadas, acantilados y circos. Todas estas características se pueden contemplar desde la carretera del cañón de Lamoille, una carretera escénica nacional que atraviesa el cañón Lamoille entrando en la cordillera en la zona próxima a la localidad del mismo nombre, Lamoille.